# Nilo-Saharaanse talen

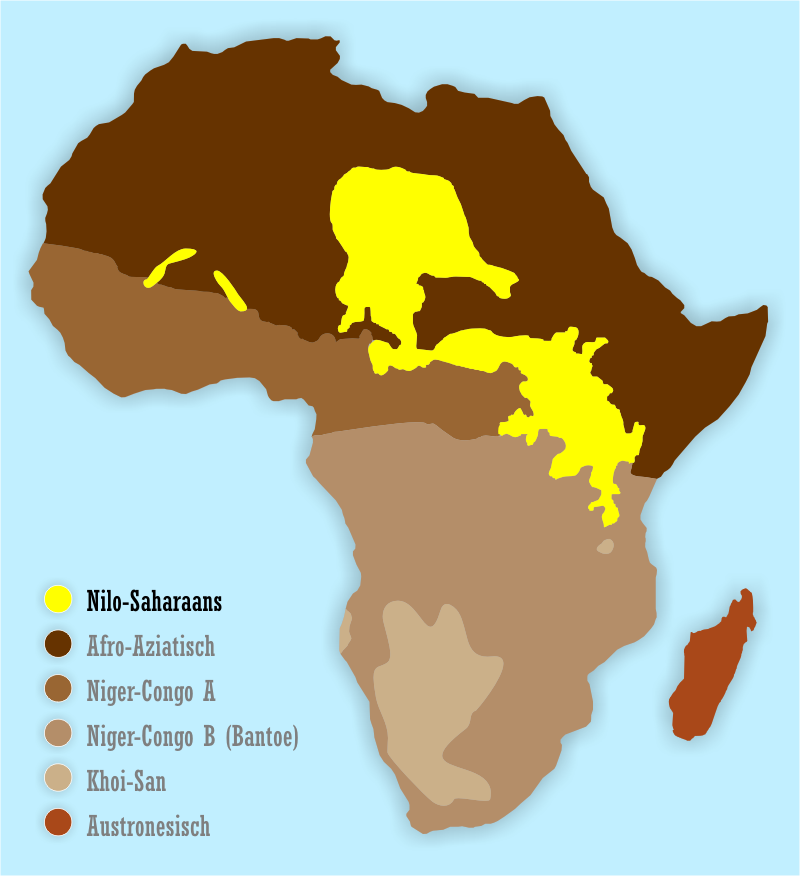
Kaart die een indruk geeft van de verspreiding van de Nilo-Saharaans talen in Afrika.

De Nilo-Saharaanse talen vormen een van de vier Afrikaanse taalfamilies. Ze worden gesproken in Soedan, Zuid-Soedan, Ethiopië, Oeganda, Kenia, en het noorden van Tanzania. De naam van de familie is afgeleid van het feit dat het taalgebied grote delen van de Sahara en van het stroomgebied van de Nijl omspant.
De taalfamilie is divers en taalkundigen zijn het nog niet eens over de precieze interne classificatie van de subfamilies. Een belangrijk onderscheid is echter in ieder geval dat tussen de Saharaanse talen (bijvoorbeeld Kanuri) en de Oost-Soedanische talen (waartoe talen als Maa (Masai) en Dinka behoren).